# Алексєєва-Месхієва Варвара Володимирівна
Варвара Володимирівна Алексє́єва-Ме́схієва (справжнє прізвище — Але́ксі-Месхішві́лі; нар. 13 лютого 1898, Тифліс — пом. 25 грудня 1972) — грузинська радянська акторка; заслужена артистка Грузинської РСР з 1943 року. Дочка актора Ладо Месхішвілі, сестра акторки Ніни Алексєєвої-Месхієвої.

## Біографія
Народилася 1 [13] лютого 1898 року в місті Тифлісі (нині Тбілісі, Грузія). 1916 року закінчила драматичні курси при Малому театрі у Москві. Упродовж 1916—1918 років грала на сцені Московського драматичного театру.
Протягом 1918—1920 років працювала в Києві — у театрі «Соловцов», Другому театрі Української Радянської республіки імені Леніна; у 1920—1921 роках — актриса трупи Миколи Синельникова у Харкові. Тут під керівництвом Олександра Білецького підготувала програми літературних вечорів «Пушкін», «Російський романтизм», «Символісти», «Сучасна поезія», з якими виступала в Харкові та Москві.
Згодом працювала в театрах у Москві, Ростові-на-Дону, Краснодарі, Баку, Єревані та інших містах. Відмовившись від гастрольної діяльності, вступила до Центрального театру Червоної армії, де протягом 1930—1934 років працювала в репертуарній комісії, в художньо-політичній раді театру, в друкованій газеті ЦДЧА, головним бригадиром з інструктування червоноармійської самодіяльності. Створила народний «Театр оборони». У 1942—1944 роках була акторкою Тбіліського російського театру імені Грибоєдова.
Померла 25 грудня 1972 року. Похована в Москві на Новодівочому цвинтарі.

## Творчість
Грала шибеників-підлітків і травесті. Серед ролей:
- Аня («Вишневий сад» Антона Чехова);
- Ліза («Лихо з розуму» Олександра Грибоєдова);
- Наташа («На дні» Максима Горького);
- Розі («Бій метеликів» Германа Зудермана);
- Поскет («Небезпечний вік» Артура Пінеро);
- Тугіна («Остання жертва» Олександра Островського);
- Жуанна («Дон Хіль» Тірсо де Моліни).

Зіграла низку комедійних ролей. Знімалася у «німому кіно».